# 石倉俊寛
石倉 俊寛（いしくら しゅんかん、1880年（明治13年）2月18日 - 1975年（昭和50年）3月20日）は、明治時代後期から昭和時代前期の政治家。大日本帝国海軍軍人。最終階級は海軍主計少将。島根県松江市長。旧姓は青戸。

## 経歴
青戸林平の三男として島根県に生まれ、石倉益蔵の養子となる。島根県第一尋常中学校（島根県立松江北高等学校の前身）、和仏法律学校（現・法政大学）を経て、1901年（明治34年）12月に海軍主計候補生となった。呉経理部第一課長を経て、1926年（大正15年）12月、軍令部出仕と共に海軍主計少将に進み、翌年の1927年（昭和2年）3月、待命し翌月予備役編入となった。雷型駆逐艦「朧」乗組として日露戦争に出征し、日本海海戦では「出雲」乗組として参戦した。
1929年（昭和4年）8月、松江市長に就任し、1945年（昭和20年）まで務めた。戦後、公職追放となった。

## 栄典
勲章等
- 功五級金鵄勲章[1]
- 勲六等単光旭日章[1]
- 勲四等旭日小綬章[1]
- 勲三等瑞宝章[1]